# 海澄镇
海澄镇是中华人民共和国福建省漳州市龙海区下辖的一个乡镇级行政单位，为原海澄县县治。

## 行政区划
海澄镇下辖以下地区：
城内社区、溪头社区、大埕社区、华阳社区、山后社区、钻石社区、山后村、豆巷村、玉枕村、屿上村、黎明村、溪北村、罗坑村、和平村、下埭村、合浦村、内溪村、珠浦村、内楼村、河福村、上寮村、仓头村、前厝村、崎沟村和埭新村。